# Filip Heger
Filip Heger (17. dubna 1734 Kladruby u Stříbra – 26. ledna 1804 Praha), někdy psán i jako Philipp Heger, Höger, Hoeger nebo Heker, byl český stavitel, architekt a kreslíř z období pozdního baroka a klasicismu.

## Život a dílo
O jeho mládí a studiu bližší údaje nejsou. Začátky působení v roli stavitele a architekta jsou doloženy až v 60. letech 18. století, kdy pracoval pro Františka Josefa Pachtu v Bezně (nová kostnice, přestavba zámku, nová věž kostela sv. Petra a Pavla, nová fara) a v Jablonném v Podještědí (podíl na závěrečné fázi přestavby zámku Nový Falkenburg, kde je mu připisována např. oranžérie).
V roce 1766 se v Jablonném jeho manželce Johaně narodil syn František. V roce 1770 získal Filip Heger domovské právo v Praze, která pak byla také jeho častým působištěm.
V letech 1761–1766 realizoval přestavbu kostela Nanebevzetí Panny Marie ve Slatinách. V roce 1767 postavil zámecký kostel sv. Václava v předzámčí ve Stránově, v roce 1771 kostel sv. Anny v Božím Daru. Je mu připisováno také autorství přestavby radnice v Kašperských Horách (1770). V letech 1772–1780 projektoval kostel Povýšení svatého Kříže v Ostružně. Přestavba a rozšíření kostela Narození Panny Marie v Jablonném v Podještědí včetně nové věže je z let 1781–1785.
Z jeho pražských stavitelských prací patří k významným úpravy paláce Pachtů z Rájova (Nové mincovny) v roce 1784 a paláce Losyů z Losinthalu (dnešní Lidový dům) v roce 1787. Na Starém Městě v roce 1790 upravil klasicistně Dům U Zlaté dvojky.
V roce 1793 navrhl rokokovou úpravu interiéru zámku v Benátkách nad Jizerou. Po požáru v roce 1795 navrhl přestavbu radnice ve Slaném.
Kromě stavitelské a architektonické činnosti se uplatnil i jako kreslíř. V letech 1792–1796 vydal vlastním nákladem akvarelem kolorované třicetilistové album kreseb významných pražských staveb, které vytvořil spolu se svým synem Františkem Hegerem (1766–1831, později rovněž působil jako architekt); rytecky kresby reprodukoval Kašpar Pluth.
Spolu s Ignácem Palliardim se zasloužil o založení Zápisné knihy pražských stavitelů, cechovní knihy registrující jména všech stavitelů, kterým byla udělena v Praze koncese (údaje zahrnující období 1639–1903 jsou důležitým pramenem pro poznání české architektury, v roce 1996 je zpracovala Ivana Ebelová).

## Galerie

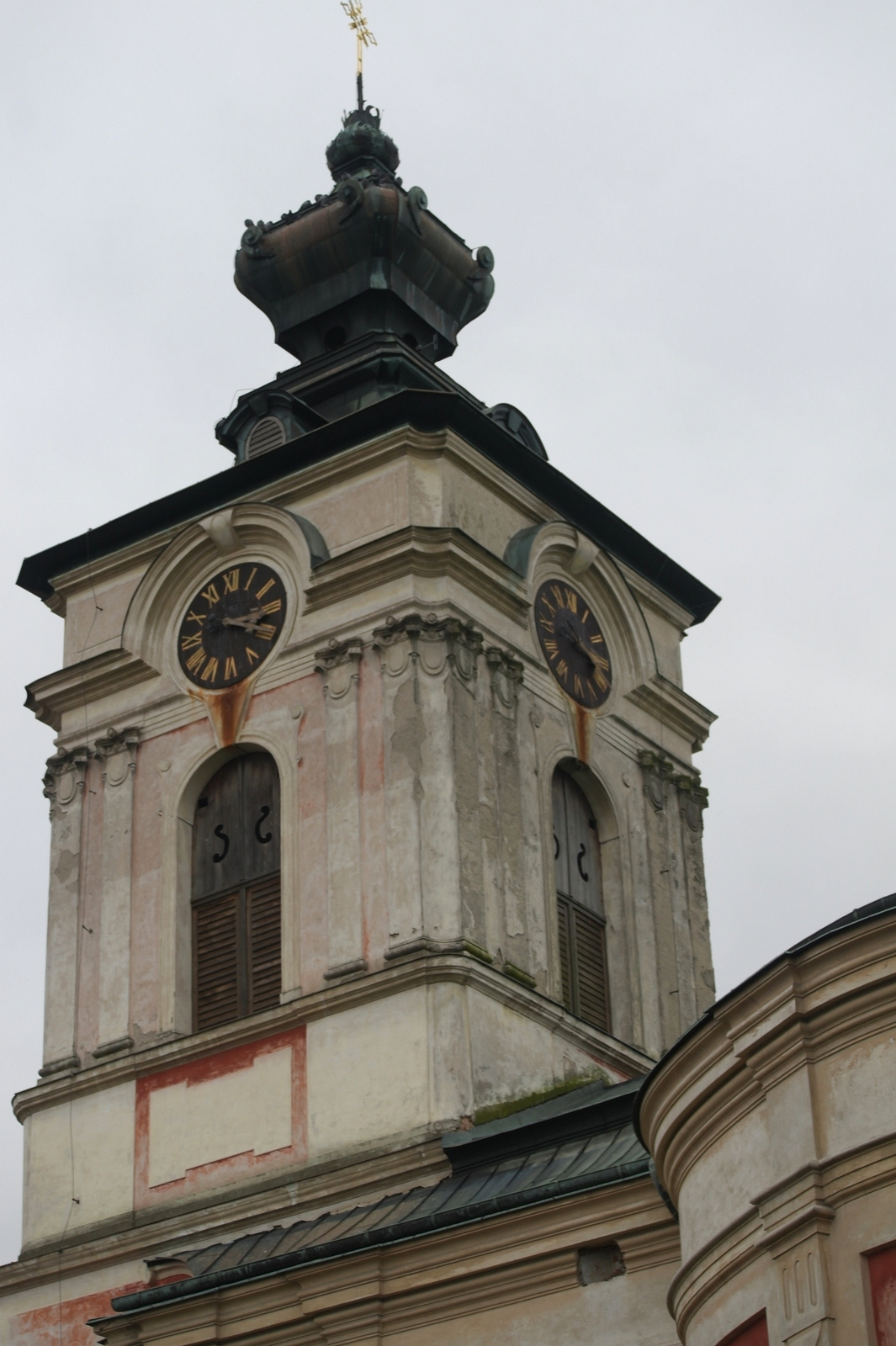
Věž kostela sv. Petra a Pavla, Bezno
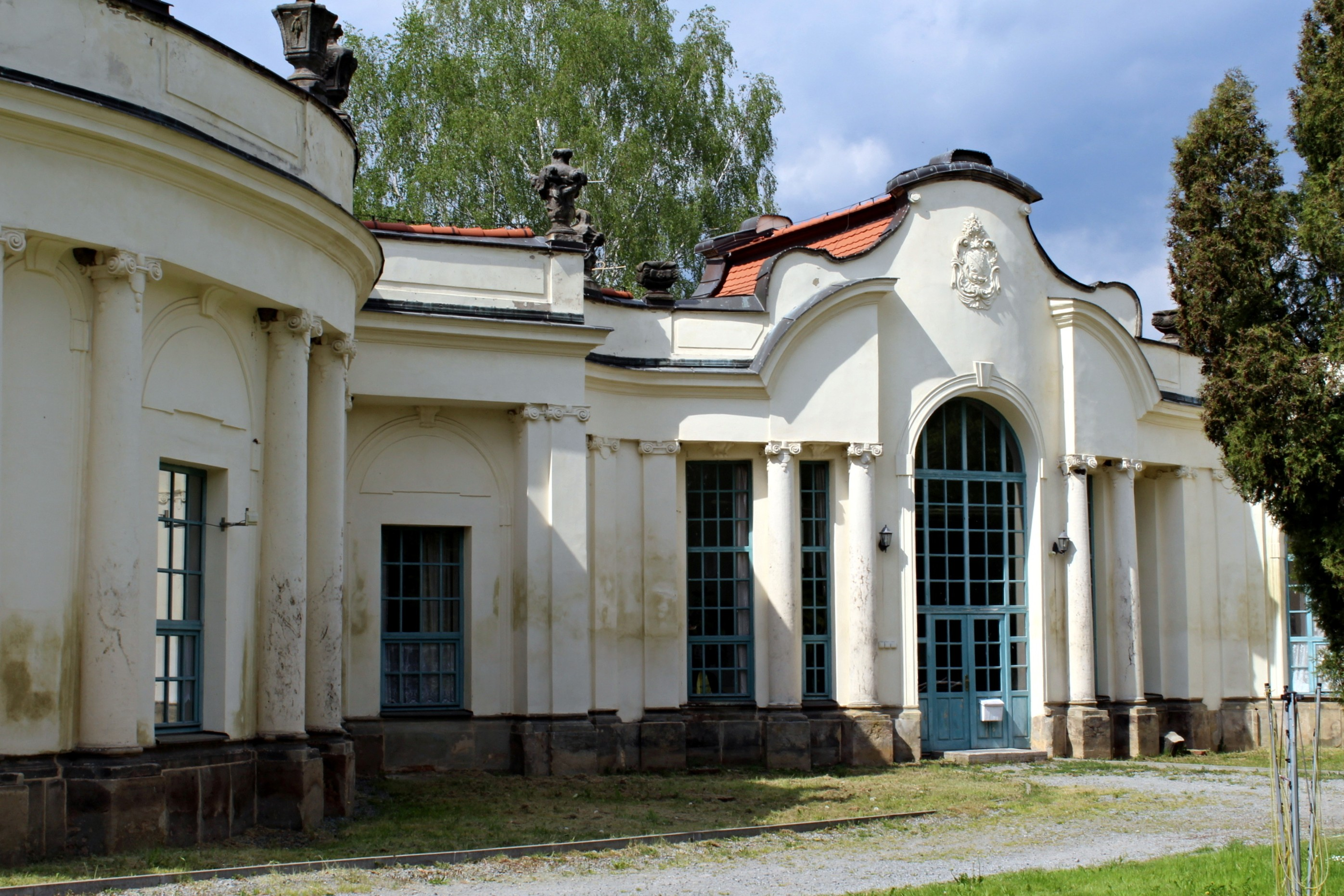
Oranžérie, Nový Falkenburk
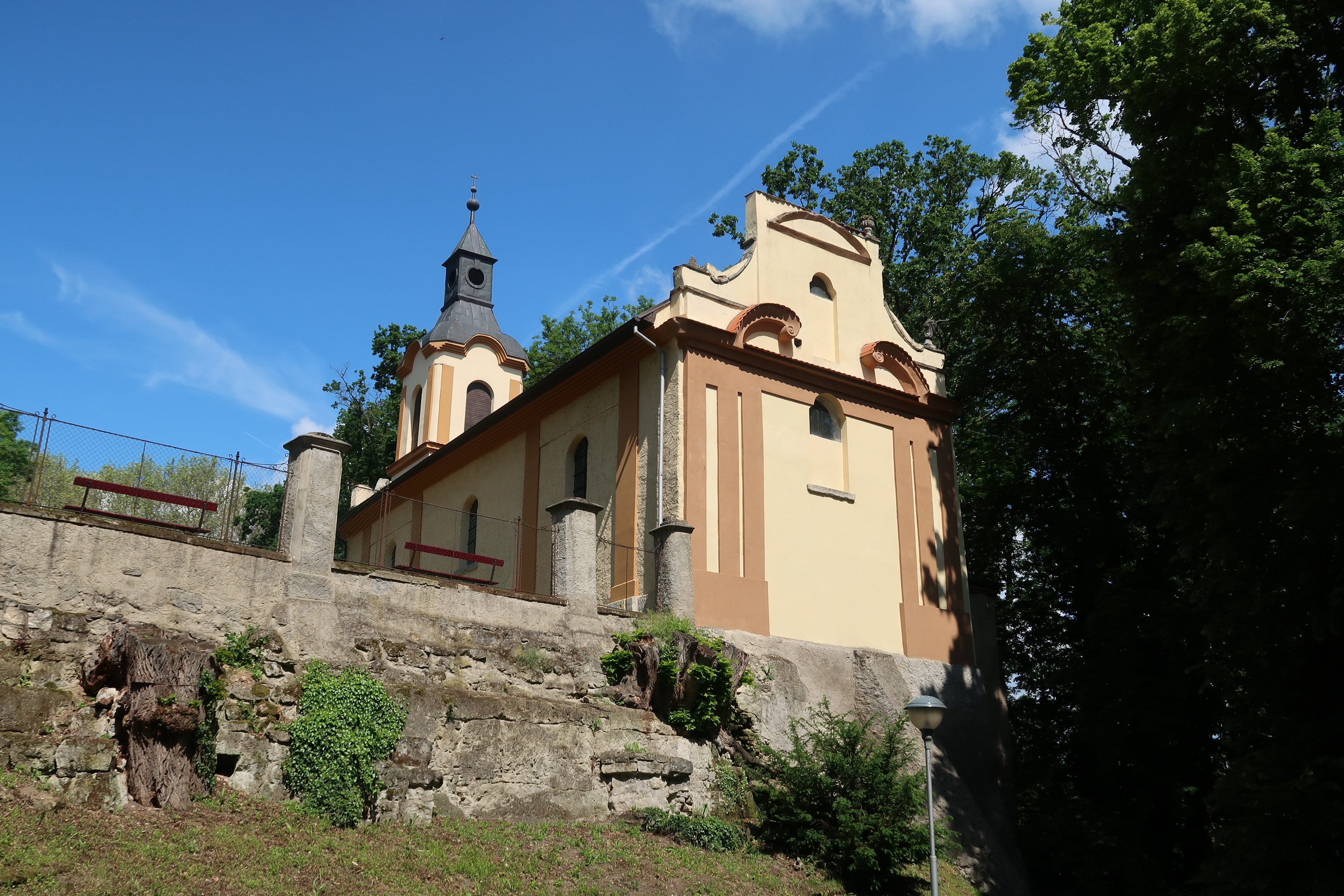
Kostel sv. Václava, Stránov
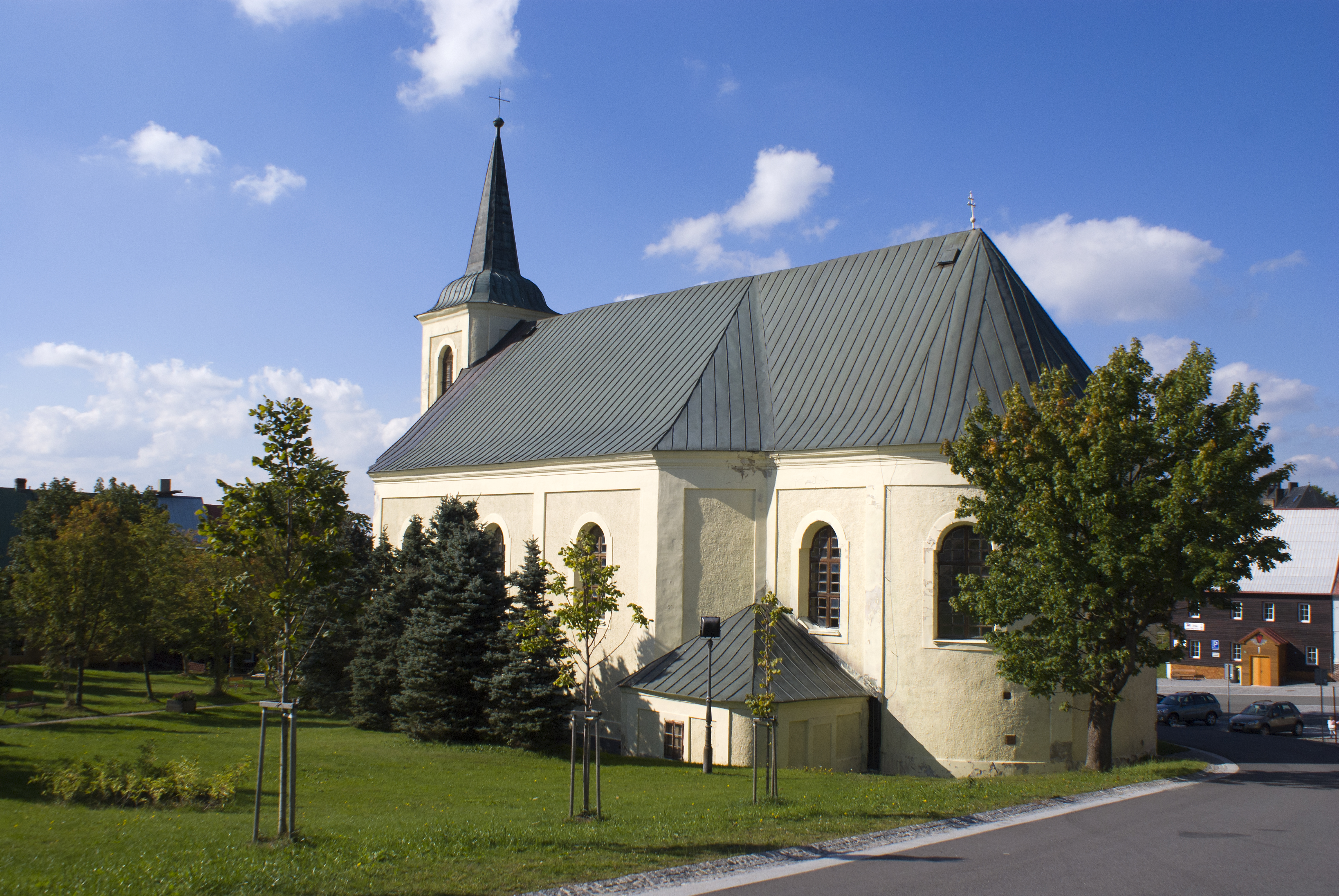
Kostel sv. Anny, Boží Dar
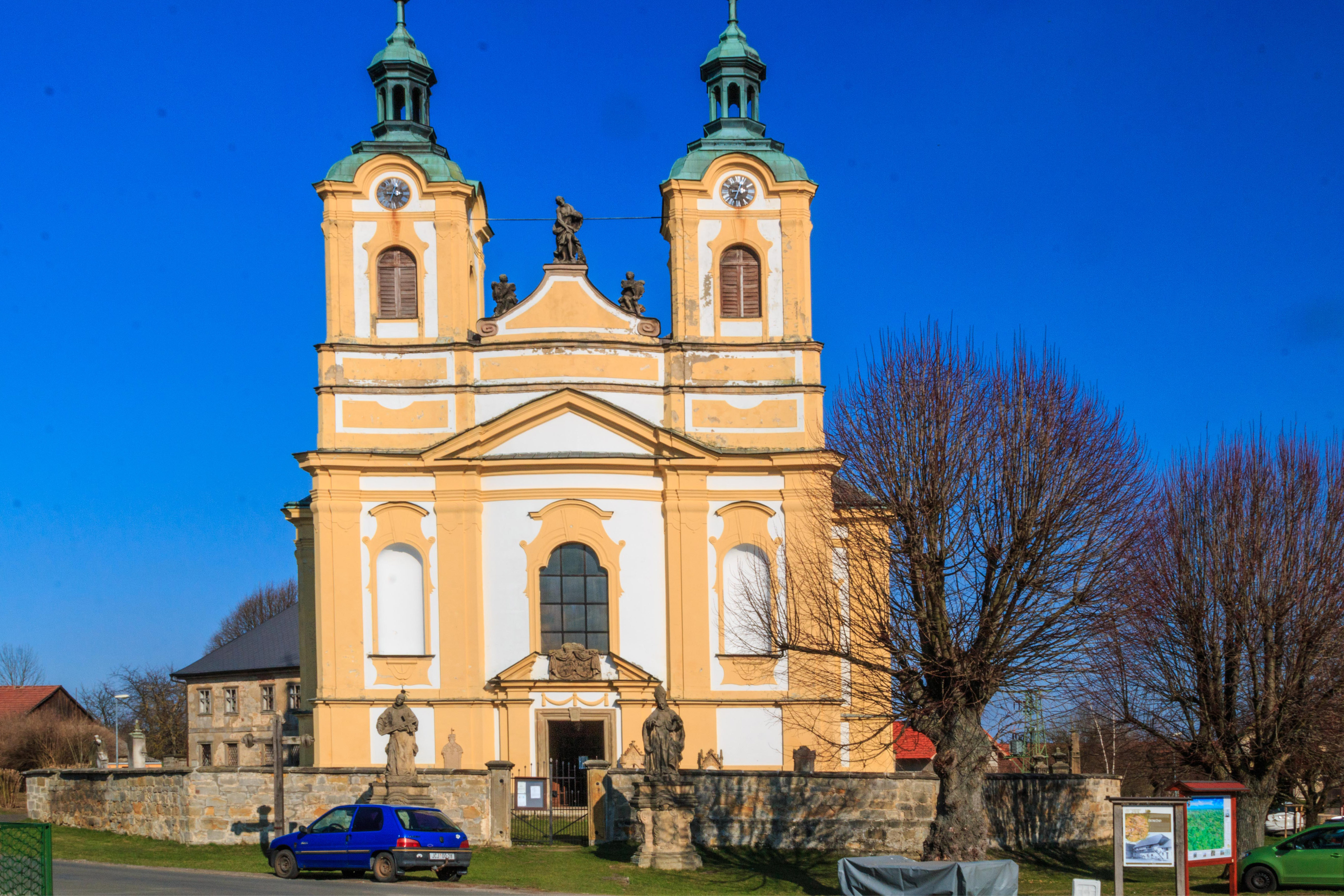
Kostel Povýšení svatého Kříže, Ostružno
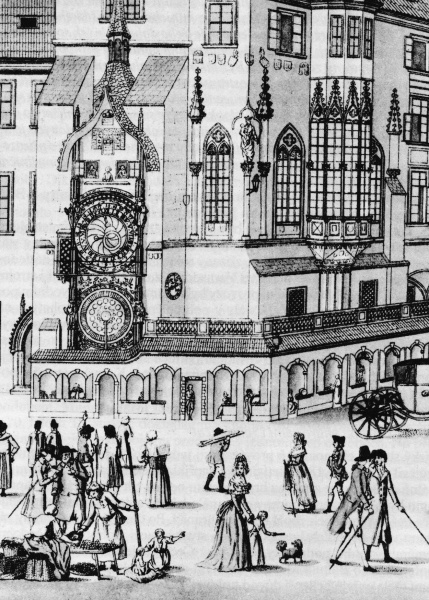
Jedna z Hegerových ilustrací: Před pražským orlojem (1793)